# Megacyllene caryae
Megacyllene caryae là một loài bọ cánh cứng trong họ Cerambycidae.